# Corrado Fabi
Corrado Fabi (Milano, 12 aprile 1961) è un ex pilota automobilistico italiano.
Fratello minore di Teo Fabi, anch'egli pilota automobilistico, conta nel suo palmares la vittoria del Campionato europeo di Formula 2 1982. Conta partecipazioni in Formula 1 e in Champ Car. 
Dal 1985 le sue partecipazioni alle corse automobilistiche sono divenute sempre più rarefatte, data la sua decisione di dedicarsi alla gestione dell'impresa di famiglia.

## Carriera

### Formule minori
Corrado Fabi si interessò al mondo delle auto fin da giovane e, a dodici anni, il padre gli regalò il suo primo kart. Nel 1975 divenne pilota ufficiale della Birel e nel 1976 si laureò campione europeo nella categoria a squadre.
Passato alla Formula 3, nel 1980 giunse terzo nel campionato europeo guidando una March Alfa Romeo.
L'anno seguente Fabi si trasferì in Formula 2, dove concluse la sua prima annata al quarto posto, mentre la stagione successiva vide la sua vittoria del titolo di categoria.

### Formula 1
Dopo aver eseguito alcuni test con la Brabham, nel 1983 avvenne il debutto in Formula 1 per la scuderia italiana Osella Corse. L'italiano non riuscì, però, ad ottenere buoni risultati, fallendo anche per sei volte la qualificazione ma risultando complessivamente più rapido del compagno di squadra Piercarlo Ghinzani.
Senza un contratto in tasca per il 1984 Fabi corse solamente alcune gare con la Brabham in sostituzione del fratello, sfiorando la zona punti al Gran Premio di Dallas.

### Dopo la Formula 1
Dopo il 1984 Corrado Fabi corse per un breve periodo nel Campionato CART, per poi ritirarsi dalle corse alla morte del padre, decidendo di dedicarsi alla gestione dell'azienda di famiglia.
È stato presidente della Confindustria di Sondrio fino al 2009.

## Risultati completi in Formula 1
| 1983 | Scuderia | Vettura   |     |    |     |     |    |     |     |     |    |    |    |    |     |    |     |  |  | Punti | Pos. |
| ---- | -------- | --------- | --- | -- | --- | --- | -- | --- | --- | --- | -- | -- | -- | -- | --- | -- | --- |  |  | ----- | ---- |
| 1983 | Osella   | FA1D FA1E | Rit | NQ | Rit | Rit | NQ | Rit | Rit | Rit | NQ | NQ | 10 | 11 | Rit | NQ | Rit |  |  | 0     |      |

| 1984 | Scuderia | Vettura |  |  |  |  |  |     |     |  |   |  |  |  |  |  |  |  |  | Punti | Pos. |
| ---- | -------- | ------- |  |  |  |  |  | --- | --- |  | - |  |  |  |  |  |  |  |  | ----- | ---- |
| 1984 | Brabham  | BT53    |  |  |  |  |  | Rit | Rit |  | 7 |  |  |  |  |  |  |  |  | 0     |      |

| Legenda | 1º posto     | 2º posto | 3º posto    | A punti         | Senza punti/Non class.  | Grassetto – Pole position Corsivo – Giro più veloce |
| Legenda | Squalificato | Ritirato | Non partito | Non qualificato | Solo prove/Terzo pilota | Grassetto – Pole position Corsivo – Giro più veloce |